# Réserve naturelle de Campolino
La Réserve naturelle de Campolino (en italien : Riserva naturale Campolino) est une zone naturelle protégée créée en 1971 et située sur la commune d'Abetone Cutigliano, dans  la province de Pistoia en Toscane,.
La réserve occupe une superficie de 98 hectares et a été créée en 1971. La réserve est située dans le bassin du Serchio ; l'embouchure de Campolino constitue la ligne de partage des eaux entre deux affluents de cette rivière, les ruisseaux Scesta (commune de Bagni di Lucca) et Sestaione (commune d'Abetone Cutigliano).

## Territoire
La partie la plus élevée du parc, la Foce di Campolino, à 1 785 mètres d'altitude, est très proche du bassin glaciaire où se trouve le lac Noir, sur le versant ouest de l'Alpe Tre Potenze. Près du lac, situé au-dessus de la limite des arbres, se trouve un refuge du Club Alpin Italien. Au sud-est de la Foce di Campolino se trouve la réserve naturelle Orrido di Botri. Dans la partie inférieure de la Réserve de Campolino se trouve le Lac Greppo : dans ce petit lac et dans le Lac Noir, vous pourrez rencontrer les rares tritons alpins.

## Faune
La forêt constitue le terrain de chasse de l'aigle royal. On y trouve aussi le pipit spioncelle, la sordone, le monticole merle-de-roche et le traquet motteux. Quant aux mammifères, on trouve le loup, la martre, la fouine et le campagnol des neiges.

## Flore
La forêt est caractérisée par une population indigène d'épicéa. Il existe des espèces herbacées typiques des forêts d'épicéas subalpines, notamment le Lycopodium annotinum, la Neottiacordata et la Luzula nivea des forêts d'épicéas. La forêt mixte est caractérisée par la présence du hêtre et du sapin blanc. Il y a aussi des prairies humides, des marais et des petits lacs caractérisés par des tourbières à Eriophorum et sphaigne, et des espèces végétales rares comme la Caltha palustris et la Pinguicula vulgaris, qui est l'une des rares plantes carnivores en Italie.